# 帕德雷港
帕德雷港是古巴的城鎮，位於該國東南部，属拉斯圖納斯省，始建於1541年，面積1,178平方公里，海拔高度25米，2004年人口93,705，人口密度為每平方公里79.5人。